# Ormiański patriarcha Jerozolimy
Ormiański patriarcha Jerozolimy – jeden z patriarchów Apostolskiego Kościoła Ormiańskiego, autonomiczny jurysdykcyjnie, jednak podległy duchowej zwierzchności Katolikosa Wszystkich Ormian rezydującego w Eczmiadzynie. Ormiański patriarchat Jerozolimy został powołany w 638 roku, kiedy Apostolski Kościół Ormiański rozpoczął mianowanie własnych patriarchów Jerozolimy.

## Ormiańscy patriarchowie Jerozolimy
- Abraham I (638–669)
- Krikor Jetesati (669–696)
- Kework (696–708)
- Mgrdicz (708–730)
- Hovhannes I (730–758)
- Stepanos (758–774)
- Jeghia (774–797)
  - nieznany
- Abraham II (885–909)
  - nieznany
- Krikor (981–1006)
- Arsen (1006–1038)
- Mesrob (1038)
  - nieznany
- Symeon (1090–1109)
- Mowses (1109–1133)
- Izajasz I (1133–1152)
- Sahag (1152–1180)
- Abraham III (1180–1191)
- Minas (1191–1205)
- Abraham IV (1215–1218)
- Arakel (1218–1230)
- Hovhannes II (1230–1238)
- Garabed I (1238–1254)
- Hagopos (1254–1281)
- Sergiusz I (1281–1313)
- Teodor I (1313–1316)
- Dawid (1316–1321)
- Boghos I (1321–1323)
- Wartan (1323–1332)
- Hovhannes III (1332–1341)
- Parsegh (1341–1356)
- Krikor III (1356–1363)
  - Giragos (współpatriarcha)
  - Mgrdicz (współpatriarcha) (1363–1378)
- Howannes Lehaci, czyli Jan z Polski (1378–1386)
- Krikor z Egiptu (1386–1391)
- Izajasz II (1391–1394)
  - Sergiusz (1394–1415) (współpatriarcha)
  - Mardiros (współpatriarcha)(1399)
  - Mesrob (współpatriarcha)(1402)
- Boghos II (1415–1419)
- Mardiros z Egiptu (1419–1430)
  - Minas (współpatriarcha)(1426)
  - Izajasz (1430–1431) (współpatriarcha)
- Hovhannes V (1431–1441)
- Abraham V (1441–1454)
  - Mesrob (współpatriarcha) (1454–1461)
  - Bedros (współpatriarcha) (1461–1476)
- Mgrdicz II (1476–1479)
  - Abraham (współpatriarcha) (1479–1485)
- Hovhannes VI (1485–1491)
- Mardiros II (1491–1501)
- Bedros I (1501–1507)
- Sergiusz II (1507–1517)
- Hovhannes VII (1517–1522)
- Teodor II (1532–1542)
- Filip (1542–1550)
- Teodor II (1550–1551), ponownie 1 raz
  - Andreas Merdeentzee (współpatriarcha) (1551–1583)
  - Dawid Merdeentzee (współpatriarcha) (1583–1613)
- Krikor V (1613–1645)
- Teodor III (1645–1664)
  - Yeghiazar Hromglayetzee (koadiutor) (1664–1665)
- Teodor III (1665–1666), ponownie
- Yeghiazar Hromglayetzee (1666–1668)
- Teodor IV (1668–1670)
- Yeghiazar Hromglayetzee (1670–1677), ponownie
- Mardiros Krimci, czyli z Krymu (1677–1680)
- Hovhannes VIII (1680)
- Mardiros Krimci (1681–1683), ponownie
- Locum tenens (1683–1684)
- Hovhannes IX (1684–1697)
- Symeon II (1688–1691)
  - wakat (1691–1696)
- Minas Hamteci (1697–1704)
  - Kalusd Hetunci (współpatriarcha)
  - Krikor (współpatriarcha) (1704–1715)
- Krikor Szirawanci (1715–1749)
- Hagop Nalian (1749–1752)
- Teotoros (1752–1761)
- Garabed Tanczageci (1761–1768)
- Bohos Waneci (1768–1775)
- Howannes Kanaperci (1775–1793)
- Bedros Jewtogijaci (1793–1800)
- Teodoros Waneci (1800–1818)
- Kapriel Nigomitaci (1818–1840)
- Zakaria Gopeci (1840–1846)
- Giragos (1846–1850)
- Howannes ze Smyrny (1850–1860)
- Locum Tenens (1860–1864)
- Jsaji z Talas (1864–1885)
- Jeremia Der Sahagian (1885–1889)
- Harutiun Wehabedian (1889–1910)
  - wakat (1910–1921)
- Jegisze Turian (1921–1929)
- Torkom Kuszagian (1929–1939)
- Mesrob Niszanian (1939–1944)
- Guregh Israeli (1944–1949)
  - wakat (1949–1957)
  - Tiran Nersojan (1957–1958), wybrany lecz nie wyświęcony
  - wakat (1958–1960)
- Jegisze Derderian (1960–1990)
- Torkom Manugian (1990–2012)
- Nurhan Manugian (od 2012)